# BMW 2000CS
BMW 2000 C/CS byggdes hos Karmann i Osnabrück i endast 11 720 exemplar mellan 1965 och 1969. Cirka 9 000 exemplar som 2000 CS, 4 växlad manuell med 120 hästkrafter och cirka 3 000 exemplar 2000 C med 100 hästkrafter och med 3 växlad automatväxel.